# 布爾格 (巴塞爾鄉村州)

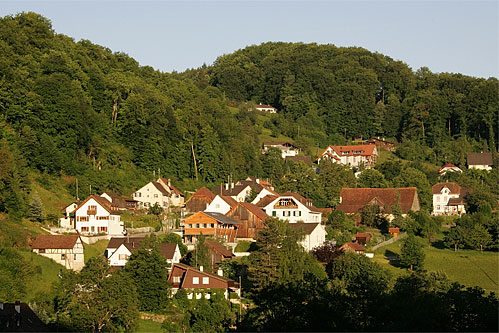

布爾格（法語：La Bourg）是瑞士的城鎮，位於該國北部，由巴塞爾鄉村州負責管轄，面積2.83平方公里，海拔高度477米，2012年人口257，四成人口信奉羅馬天主教，人口密度每平方公里91人。
47°27′27″N 7°26′33″E / 47.4575°N 7.442381°E